# Коробкин, Николай Николаевич
Николай Николаевич Коробкин — советский хозяйственный, государственный и политический деятель, генерал-майор.

## Биография
Родился в 1914 году в Царицыне. Член КПСС с 1941 года.
С 1929 года — на хозяйственной, общественной и политической работе. В 1929—1978 гг. — ученик в школе ФЗУ завода «Электролес» в Сталинграде, слесарь-электротехник Всесоюзного электротехнического объединения, заведующий термической мастерской Красноармейской судоверфи, технолог, старший мастер, заместитель начальника термического цеха Уралмашзавода, оперуполномоченный ЭКО УНКВД по Свердловской области, начальник Серовского, начальник Нижне-Тагильского горотдела УНКГБ-УМГБ по Свердловской области, начальник УМГБ/УМВД Литовской ССР по Клайпедской области, начальник 10-го спецотдела УМВД по Свердловской области, заместитель начальника УКГБ по Свердловской области, начальник УКГБ по Приморскому краю, начальник УКГБ по Калининской области.
Умер в Твери в 1993 году.